# Cậu bé Finn
Finn Mertens, hay còn gọi là Cậu bé Finn hoặc Cậu bé loài người Finn, là nhân vật chính của loạt phim hoạt hình Adventure Time sáng tạo bởi Pendleton Ward do Jeremy Shada lồng tiếng (trong hầu hết các tập phim).  Cậu lần đầu xuất hiện trong tập phim thí điểm với cái tên Pen và được lồng tiếng bởi Zack Shada, anh trai của Jeremy.

### Sách tham khảo
- McDonnell, Chris (2014). Adventure Time: The Art of Ooo. Harry N. Abrams. ISBN 978-1-4197-0450-5.